# Chiesa di Santa Caterina de' Cervi
La chiesa di Santa Caterina de' Cervi è una chiesa nel comune di Tramonti sita tra le frazioni di Paterno Sant'Elia e Paterno Sant'Arcangelo, ridotta allo stato di rudere.

## Storia

### Fondazione
La chiesa venne fondata da don Leonardo Amodeo, nel luogo chiamato piana del cervo intorno al 1460. La chiesa godeva del  patronato della famiglia Amodeo.

### La chiesa nel XVII secolo
Nel 1613 il  sacerdote don Andrea Cava commissionò un nuovo altare maggiore in sostituzione del preesistente e lo stesso don Andrea descrive  la chiesa lunga 50 palmi e larga 18, con al suo interno una cappella dedicata a santa Caterina e oltre agli ambienti sacri c'erano una stanza, una cucina e una cisterna. Il tutto circondato da un bosco chiamato a' Funtanella.

## Descrizione
La chiesa è ormai un rudere, sono visibili solamente una parte delle mura in pietra calcarea, il sentiero che conduce a essa offre spunti paesaggistici notevoli. Sorge non molto lontano dal castrum di Montalto.

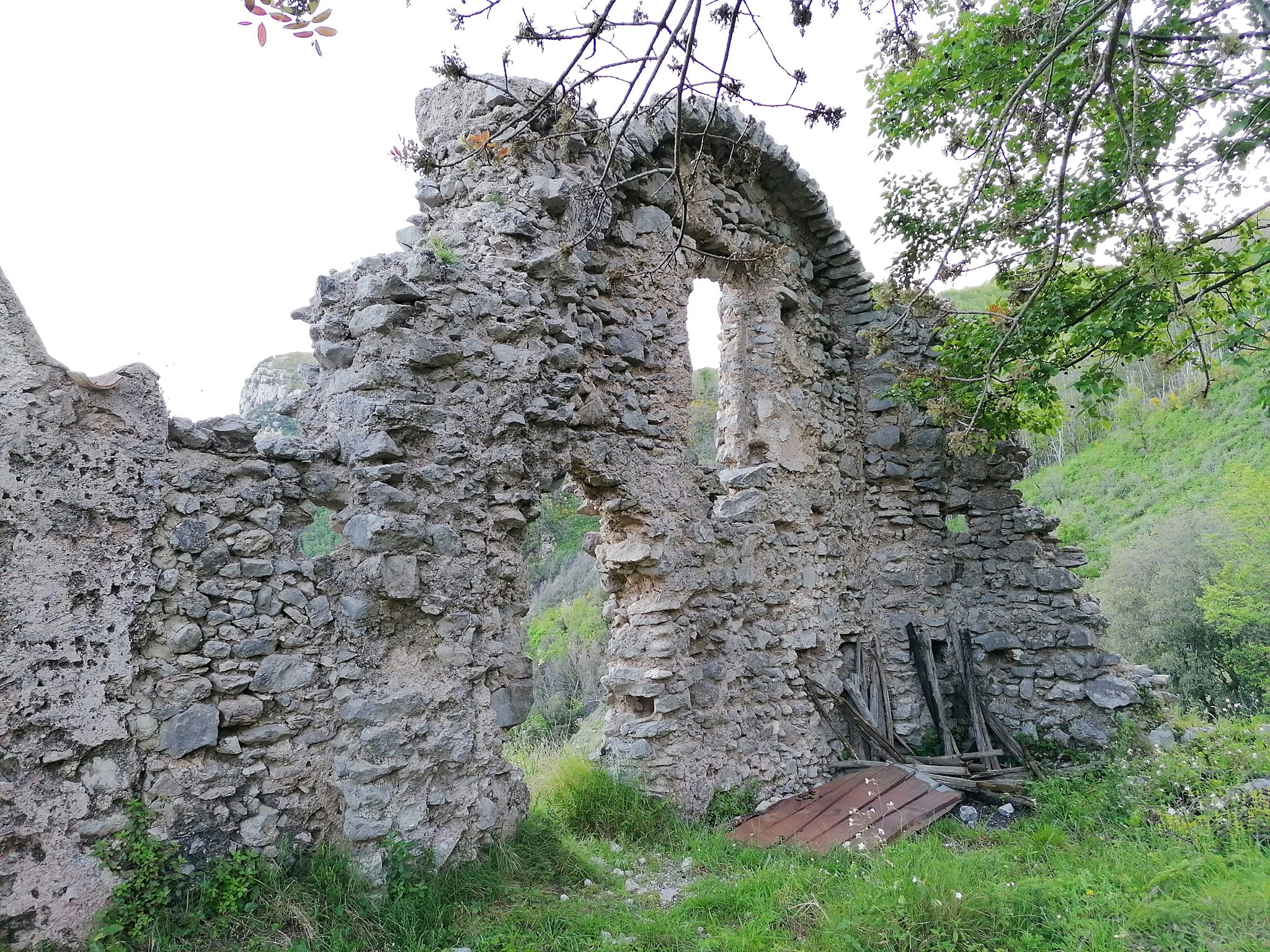
Le mura della chiesa viste dall'interno